# Шхина

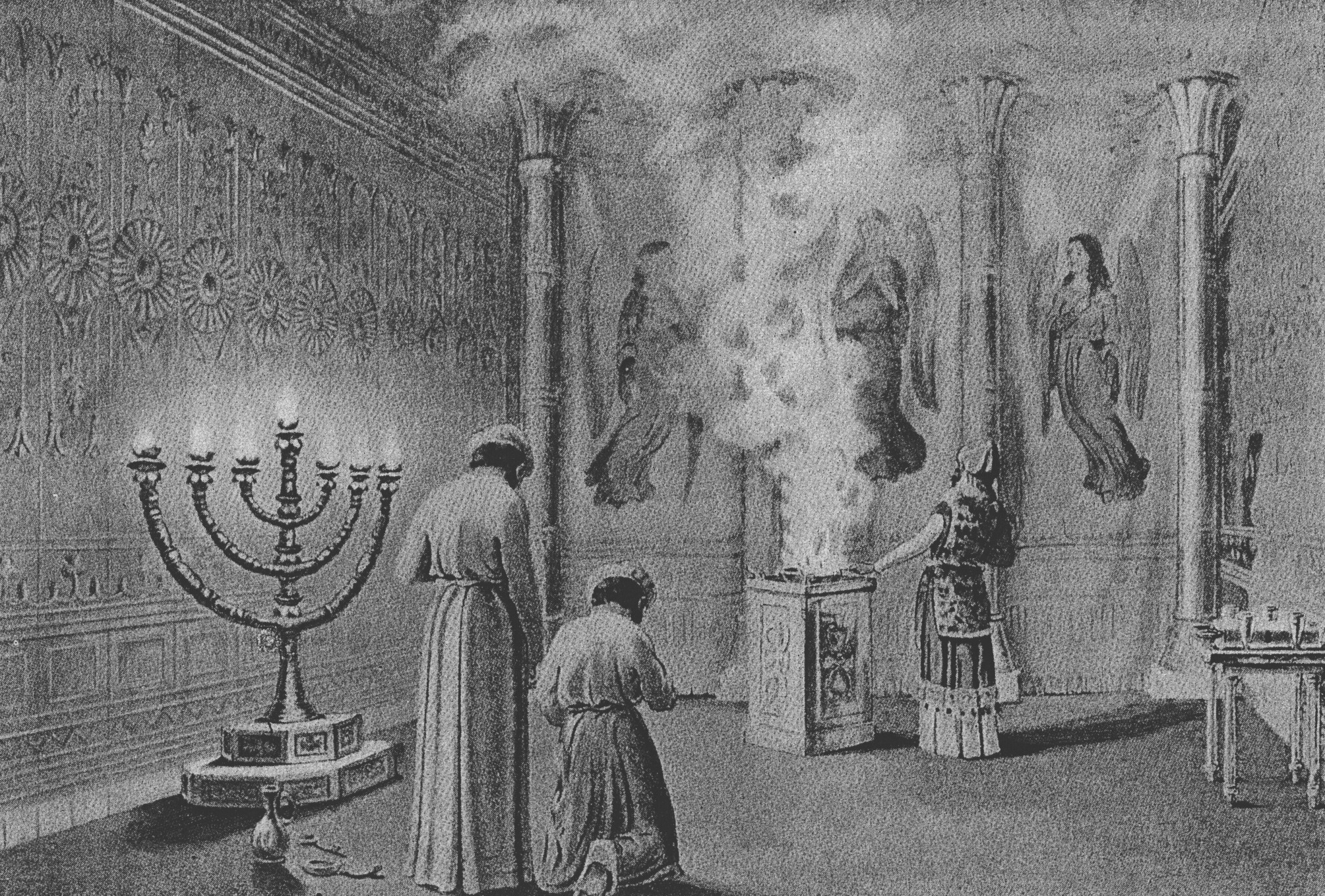
Шхина входит в Скинию

Шхина (Шехи́на, ивр. שְׁכִינָה‎ — «присутствие; пребывание; проживание») в талмудическом иудаизме и каббале — термин, обозначающий присутствие Бога, воспринимаемое и в физическом аспекте. В основном термин употреблялся в контексте описания святая святых скинии и Иерусалимского храма и определялся как ощущение присутствия божественной силы.
Понятие о шхине возникло в талмудическом иудаизме. Буквальное значение термина — «присутствие»; сам термин выводится из глагола שׁכן‎ («пребывать», сравните мишкан, в котором, собственно, и происходило явление шхины), характеризовавшего пребывание Славы (כבוד‎) Бога среди народа Израильского в скинии. Собственно, в Танахе слово шхина не встречается, однако оно, равно как и его производные, используется для обозначения как понятия «Славы Господней» (δόξα), так и понятия скинии (σκηνή) в еврейских переводах Нового Завета.

## Возможные русские переводы
Из «Еврейской энциклопедии Брокгауза и Ефрона»:
- Божественное величие (Шехина)[6];
- Божественная святость (Шехина, שכינה)[7];
- Божий промысел (Шехина)[8];
- Святой Дух (Шехина)[9];
- Слава Бога (Шехина)[10];
- Слава Господня (Шехина)[11].